# 10136 Gauguin
10136 Gauguin (1993 OM3) là một tiểu hành tinh vành đai chính được E. W. Elst ở Đài thiên văn Nam Âu phát hiện ngày 20 tháng 7 năm 1993. Nó được đặt tên theo họ của Paul Gauguin - họa sĩ trường phái Hậu ấn tượng người Pháp.